# Калинівка (Самарівський район)
Кали́нівка (МФА: [kɐˈɫɪɲiu̯kɐ] ( прослухати); до 1 квітня 2016 року  — Ка́рла Ма́ркса) — село в Україні, у Магдалинівській селищній громаді Самарівського району Дніпропетровської області. Населення за переписом 2001 року становить 62 особи.

## Географія
Село Калинівка знаходиться на лівому березі річки Кільчень, вище за течією на відстані 0,5 км розташоване село Іванівка (Дніпровський район), нижче за течією на відстані 1 км розташоване село Веселий Гай, на протилежному березі — село Новоіванівка. Поруч проходить автомобільна дорога Т 0410.

## Населення

### Мова
Розподіл населення за рідною мовою за даними перепису 2001 року:
| Мова       | Кількість | Відсоток |
| ---------- | --------- | -------- |
| українська | 60        | 96.77%   |
| російська  | 2         | 3.23%    |
| Усього     | 62        | 100%     |